# Sorgeat
Sorgeat é uma comuna francesa na região administrativa de Occitânia, no departamento de Ariège. Estende-se por uma área de 18,92 km². Em 2010 a comuna tinha 83 habitantes (densidade: 4,4 hab./km²).